# 霹雳二
霹雳二 （γ Psc / 双鱼座γ）是双鱼座的第二亮星，距离地球约130光年。它光谱型为G9III，颜色偏黄，表面温度为5,000到6,000度。这比太阳表面温度稍低。它半径为11倍太阳半径，光度为61倍太阳光度，视星等为3.69。它在14亿年前曾经是一颗A2光谱型的白色恒星。
据称 它俗名为Simmah，源于巴比伦的鱼神。
霹雳二在天空中每年移动3/4弧秒，这对应130光年之外对应的是145km/s。这意味着它是来自银河系另一部分的访客；从天文学意义上来说，它将很快远离太阳附近。它的金属量只有太阳的四分之一，可能它所来源的银盘外金属量较低，碳-氮含量也较低。 霹雳二位于双鱼座一个称作“小环”的星群里。

## 科幻中的霹雳二
在Frank Herbert的Dune系列里，外屏 （双鱼座的中文名）γ是Imperial House Corrino的母系统（home system）。